# Dê Bách Thảo
Dê Bách Thảo là một giống dê nhà ở Việt Nam được hình thành từ việc lai giống giữa dê Alpine, dê British-Alpine của Pháp với dê Ấn Độ, đây là giống dê to con, có lông đen, tai cụp và là giống dê kiêm dụng sữa và thịt dê do nó có khả năng cho nhiều sữa. Dê Bách Thảo được nuôi nhiều ở các tỉnh Ninh Thuận và Bình Thuận. Từ nhiều năm gần đây giống dê này đã được phát triển ở nhiều tỉnh ở Việt Nam. Dê này có nhiều tên gọi khác nhau nhưng cũng giống nhau như Bắc Thảo, Bát Thảo, Bắc Hải, Bách Thảo nhưng được gọi thống nhất là Bách Thảo từ sau năm 1992. Dê Bách Thảo cho nhiều sản phẩm có giá trị về kinh tế và y học. Với khả năng sinh trưởng, sinh sản, cho sữa của dê Bách Thảo khá tốt, hơn hẳn dê Cỏ, nên dùng giống dê này để cải tạo khả năng sản xuất các giống dê khác, thông thường cho tạp giao với dê Cỏ.

## Đặc điểm
Dê Bách Thảo là giống dê kiêm dụng thịt và sữa nổi tiếng, có thể xem Ninh Thuận là quê hương của dê Bách Thảo. Dê Bách Thảo là giống dê được hình thành từ việc tạp giao giữa dê Cỏ và các giống dê được nhập vào Việt Nam từ hàng trăm năm trước như Dê Alpine, Dê Anglo Nubian. Qua một thời gian khá dài hàng trăm năm thích ứng với điều kiện thời tiết khắc nghiệt nóng khô của vùng cực Nam Trung Bộ, dê Bách Thảo ngày nay có những đặc điểm rõ rệt cả về hình thái lẫn sinh học mang dấu ấn của vùng sinh thái nóng khô. Dê bách thảo có đặc điểm sinh trưởng và phát triển nhanh, dễ nuôi, chịu được nhiệt độ cao, nắng nóng, thức ăn chủ yếu là các loại cây lá có được trong tự nhiên. Sau 6-7 tháng nuôi, có thể xuất chuồng

### Mô tả
Dê Bách Thảo có tầm vóc to hơn so với dê Cỏ, khối lượng cơ thể trưởng thành con đực nặng từ 75-80kg/con, cao khoảng 85–90 cm, còn con cái có trọng lượng từ 40–45 kg, cao 65–70 cm, con sơ sinh 2,6-2,8 kg/con, trọng lượng càng lớn giá càng cao. Tầm vóc của dê cũng được thể hiện qua kích thước các chiều đo cơ thể, đặc biệt ba chiều đo chính là cao vây, dài thân chéo và vòng ngực. Trung bình chiều cao vây là con đực trưởng thành là 87,4 cm, con cái 66,8 cm, dài thân chéo con đực 85,0 cm, con cái 70,0 cm và vòng ngực con đực 93,0 cm, con cái 80,4 cm.
Tất tả các chỉ tiêu về khối lượng và các chiều đo cơ thẻ dê đực đều lớn hơn dê cái. Dê Bách Thảo cũng có khả năng cho thịt dê tốt, tỷ lệ thịt xẻ 40-45%, tỷ lệ thịt lọc đạt từ 30-35%. Thịt dê Bách Thảo cũng có chất lượng khá, các tỷ lệ vật chất khô, prolein, mỡ đều thấp hơn so với thịt dê Cỏ, nhưng hàm lượng mỡ lrong thịt thấp. Dê con sơ sinh nặng, 1,9-2,5 kg. Dê 3 tháng tuổi (lúc cai sữa) nặng 10 – 12 kg, dê 6 tháng tuổi (lúc giết thịt) nặng 17 – 20 kg.
Dê có màu lông tương đối đồng nhất hơn dê Cỏ, thường là đen chiếm khoảng 60%, còn lại là đen đốm trắng hoặc trắng đốm đen chiếm khoảng 40%, màu đen đốm trắng, trắng nâu, vàng các màu khác rất ít thấy. Nhìn chung dê Bách Thảo có bộ lông mượt sáng, phần lớn có hai dải lông trắng song song trên mặt, trắng ở bốn chân. Dê Bách Thảo có màu lông đen sọc trắng, tai to cụp xuống. Điển hình của dê Bách Thảo là sống mũi dô, đầu dài trán lồi, tai to rủ cúp xuống, có hoặc không có sừng, miệng rộng và thô, phần lớn không có râu cằm. Đầu thô, dài, phần lớn dê không sừng, một số có sừng thì sừng nhỏ, chếch ra hai bên và chĩa về phía sau, nhiều con có hai mấu thịt ở cổ gọi là hoa tai.
Ngoại hình dê cái thanh mảnh, đầu nhỏ, nhẹ, mình dài, phần sau phát triển hơn phần trước. Da mỏng, lông nhỏ mịn. Bầu vú to, đều, mềm mại. Dê đực khỏe mạnh, hăng hái, không khuyết tật, đầu to, ngắn, trán rộng, thân hình cân đối, không quá béo hoặc quá gầy. Phần thân sau chắc chắn, bắp nở đều, 4 chân thẳng, khỏe. Hai hòn cà đều và cân đối. Con cái có cấu tạo ngoại hình theo hướng của con vật cho sữa, bầu vú phát triển, có hình bát úp, núm vú dài 4–6 cm. Dê có 8 răng cửa hàm dưới và răng hàm, không có răng cửa hàm trên. Dê đẻ 5- 10 ngày đã có 4 răng cửa sữa, sau 3-4 tháng thì có đủ 8 răng cửa sữa. Răng sữa nhỏ hơn răng vĩnh viễn và trắng, nhãn, răng vĩnh viễn có thể to gấp rưỡi hoặc gấp đôi răng sữa, màu hơi vàng và có những vạch đen ở mặt trước. Người ta có thể xem răng dê để xác định tuổi.

### Tập tính
Dê ăn được nhiều cỏ, lá cây và các phụ phẩm nông nghiệp. Có thể nuôi dê nhốt tại chuồng hoặc chăn thả trên đồi núi. Chúng hiền lành ít phá hoa màu, ăn tạp. Dê Bách Thảo không cạnh tranh lương thực với con người, thức ăn chủ yếu là các loại lá cây, cỏ, thậm chí rơm rạ và các phế phụ phẩm nông nghiệp khác. Dê Bách Thảo tận dụng rất tốt các loại thức ăn thô xanh để chuyển hoá thành sản phẩm có giá trị. Dê có khả năng chịu đựng kham khổ và chống đỡ bệnh tật tốt, dễ nuôi, ít ốm đau, ít mắc những bệnh hiểm nghèo, thích ứng rộng rãi với nhiều vùng. Dê Bách Thảo còn có tính nết hiền lành, sạch sẽ, dễ gần, thích đùa dờn với người nuôi, có thể nuôi nhốt hoàn toàn mà không hề phá phách.

### Sinh trưởng
Dê đực có tuổi thành thục về tính lúc 4-6 tháng tuổi, nhưng lúc này tầm vóc cơ thể còn nhỏ, nên thường tuổi sử dụng thích hợp là khoảng 6-8 tháng tuổi trở lên, khi tầm vóc cơ thể đạt trên 50% khối lượng lúc trưởng thành. Dê cái Bách Thảo có tuổi thành thục sinh dục khoảng 6-7 tháng tuổi, tuổi động dục lần đầu trung bình 6-7 táng, tuổi cho phối giống thích hợp thường chậm hơn một ít, khoảng 7 tháng tuổi khi khối lượng cơ thể đạt trên 50% khối lượng lúc trưởng thành. Dê cái cho nhiều sữa, mắn đẻ, dê con mau lớn. Dê sinh sản nhanh tuổi phối giống lần đầu 7 – 8 tháng, cứ 7 tháng đẻ 1 lứa, lứa đầu đẻ một con, từ lứa thứ 2 trở đi đẻ hai con. Chu kỳ cho sữa cũng có thể thu được từ 0,8 – 1,2 lít/ngày, gấp 3 – 4 lẫn dê Cỏ, quy ra từ 1,1-1,4 kg/con/ngày với chu kỳ cho sữa là 148-150 ngày. Tuổi phối giống lần đầu là từ 7-8 tháng.
Bảng so sánh Dê Bách Thảo với một số giống dê khác
| Lứa tuổi      | Dê cỏ   | Dê bách thảo | Dê barbary | Dê Jumnapari | Dê Beetal |
| ------------- | ------- | ------------ | ---------- | ------------ | --------- |
| Sơ sinh: Đực  | 2,29 kg | 2,78 kg      | 2,31 kg    | 3,41 kg      | 3,5 kg    |
| Cái           | 1,62 kg | 2,3 kg       | 2,19 kg    | 3,0 kg       | 3,0 kg    |
| 3 tháng: Đực  | 6,1 kg  | 11,6 kg      | 9,4 kg     | 12,4 kg      | 12,98 kg  |
| Cái           | 5,3 kg  | 10,1 kg      | 9,1 kg     | 11,7 kg      | 10,7 kg   |
| 6 tháng: Đực  | 9,7 kg  | 17,9 kg      | 14,87 kg   | 18,6 kg      | 19 kg     |
| Cái           | 8,2 kg  | 15,9 kg      | 12,5 kg    | 14,6 kg      | 15,4 kg   |
| 9 tháng: Đực  | 14,3 kg | 25,5 kg      | 19,4 kg    | 24,0 kg      | 26,6 kg   |
| Cái           | 13,7 kg | 22,1 kg      | 15,3 kg    | 20,6 kg      | 22,9 kg   |
| 12 tháng: Đực | 19,8 kg | 31,4 kg      | 23,3 kg    | 30,2 kg      | 31,6 kg   |
| Cái           | 17,2 kg | 26,81 kg     | 18,31 kg   | 29,4 kg      | 25,7 kg   |
| 18 tháng: Đực | 25,0 kg | 41,7 kg      | 31,1 kg    | 39,3 kg      | 40,9 kg   |
| Cái           | 20,7 kg | 33,5 kg      | 21,8 kg    | 27,1 kg      | 29,6 kg   |
| 24 tháng: Đực | 28,0 kg | 46,2 kg      | 34,7 kg    | 47,5 kg      | 50 kg     |
| Cái           | 22,8 kg | 35,3 kg      | 23,71 kg   | 29,0 kg      | 33,0 kg   |
| 30 tháng: Đực | 32,8 kg | 54,3 kg      | 39,7 kg    | 54,4 kg      | 56,2 kg   |
| Cái           | 25,7 kg | 38,6 kg      | 25,8 kg    | 32,1 kg      | 36,0 kg   |
| 36 tháng: Đực | 36,6 kg | 57,3 kg      | 44,9 kg    | 59,5 kg      | 62,3 kg   |
| Cái           | 27,6 kg | 40,6 kg      | 28,0 kg    | 36,2 kg      | 40,1 kg   |

Dê thường có tuổi đẻ lứa đầu lúc một năm tuổi, thời gian động dục lại sau khi đẻ trung bình 2 tháng, thời gian mang thai khoảng 5 tháng và khoảng cách hai lứa đẻ là 7-8 tháng, 75% lứa đẻ của dê là đẻ đôi hoặc ba. Đặc điểm nổi bật của dê Bách Thảo là ở tính năng sinh sản, đẻ nhiều con hơn các giống dê khác, tỷ lệ đẻ đôi, đẻ ba rất cao, ngay trong sản xuất cũng đạt tới 70-75%. Đây là lợi thế cho việc nhân đàn. Mùa sinh sản cũng tương tự dê Cỏ, dê Bách Thảo động dục và phối giống tập trung rõ rệt vào 2 mùa từ tháng 3 đến tháng 5 và từ tháng 9 đến tháng 12, do vậy đẻ tập trung vào tháng 2 đến tháng 5 và tháng 8 đến tháng 10 hàng năm. Thời gian chửa 146 – 157 ngày. Dê sắp đẻ bầu vú căng sữa, bụng sa, dịch nhờn chảy nhiều ở âm môn, sụt mông.
Mùa sinh sản liên quan nhiều đến nhiệt độ môi trường, thời tiết mùa đông ấm áp và mùa thu mát mẻ thích hợp cho sinh sản, còn mùa hè nóng bức và mùa đông giá rét đã hạn chế nhiều đến sinh sản của dê tỷ lệ động dục rất thấp. Dê Bách Thảo có Khả năng cho sữa khá cao với năng suất trung bình trên 1 kg/ngày trong thời gian cho sữa 5 tháng một chu kỳ vắt, sản lượng sữa bình quân 170 một chu kỳ, như vậy với khoảng cách hai lứa đẻ như trên, một năm dê có thể sản xuất khoảng 300 kg sữa. Sữa dê có hàm lượng vật chất khô khá cao khoảng 15%, đặc biệt tỷ lệ mỡ sữa 5,5% cao hơn nhiều so với sữa bò.

## Chăn nuôi

### Tình hình
Số lượng dê Bách Thảo hiện nay không lớn, trên dưới 10.000 con được nuôi tập trung chủ yếu ở các tỉnh Duyên hải miền Trung như Phan Thiết, Phan Rang, Khánh Hoà. Các tỉnh miền Bắc bắt đầu nuôi giống dê này từ những năm 90. Dê Bách Thảo cũng được sử dụng như một gia súc kiêm dụng, khả năng cho thịt và sữa đều tốt, ngoài ra dê còn cung cấp những sản phẩm có giá trị khác. Da dê có thể dùng làm túi xách, vai li, giày dép. Xương dê, huyết dê, dạ dày dê, gan dê, tinh hoàn dê, thịt dê là những nguyên liệu trong y học để chữa bệnh và bồi bổ sức khoẻ. Dê mắn đẻ, ít bệnh, cho nhiều thịt và sữa, có khả năng cải tạo đàn dê Cỏ nhỏ con, chậm lớn. Nuôi dê cần ít vốn, tốn ít công, thu nhập nhanh và nhiều hơn dê Cỏ.
Dê Bách Thảo hiện đang phát triển và còn rất đông đảo nên việc giữ nguồn gen chủ yếu là theo phương pháp in-situ. Từ cuối năm 1991, Trung tâm nghiên cứu dê và thỏ Sơn Tây đã tiến hành chọn lọc đưa từ Ninh Thuận ra một số dê Bách Thảo để nuôi dưỡng nhân thuần tạo dựng đàn giống gốc. Từ đàn giống này một số lượng lớn dê đã được đưa về các tỉnh miền núi và trung du phía Bắc để nuôi giữ và phát triển với số lượng lớn hơn. Song song với việc tạo đàn giống gốc tại các cơ sở giống, công tác chọn lọc nhân thuần, phát triển số lượng và chất lượng đàn dê tại các địa phương có đàn dê thuần cũng được chú ý và đẩy mạnh. Đặc biệt tại Ninh Thuận, các cán bộ chăn nuôi đã tiến hành công tác chọn lọc đối với các đàn giống lớn của hộ gia đình.
Dê bách thảo là đối tượng mới, thu lãi cao Xã Phước Đồng, Nha Trang, Khánh Hòa. Đây là một trong những mô hình mới phát triển là nuôi dê bách thảo của gia đình. Mô hình này được đánh giá là hướng đi nhiều triển vọng, giúp nông dân xóa đói, giảm nghèo. Toàn xã hiện từng có khoảng 450 con dê bách thảo đang trong giai đoạn phát triển. Mô hình nuôi dê đang được người dân nhân rộng vì hiệu quả kinh tế cao, kỹ thuật không quá phức tạp. Toàn xã xã Phước Đồng, Thành phố Nha Trang từng có khoảng 450 con dê bách thảo đang trong gia đoạn phát triển rất tốt. Mô hình nuôi loài vật này hiện đang cho hiệu quả kinh tế rất cao.
Nhiều hộ thoát nghèo từ nuôi dê bách thảo, không ít gia đình ở xã Bình Tân Bắc Bình tỉnh Bình Thuận đã khôi phục nuôi dê bách thảo, coi đây là hướng phát triển kinh tế chính cho mình. Cách đó nhiều năm, các xã khác trong huyện phát triển nuôi dê bách thảo. Cơn sốt nuôi dê những năm 2004 đến 2008 đã giúp nhiều gia đình nông dân thoát nghèo, coi đó là cách làm giàu nhanh chóng. Nhưng sau đó không bao lâu, cũng không ít gia đình bại sản, nợ nần chồng chất, do dê xuất hiện dịch bệnh, giá xuống quá thấp, người tiêu dùng không ưa.
Ở xã Vĩnh Quang, Vĩnh Thạnh nhiều người từng đổ xô vào nuôi dê Bách Thảo. Nhưng ngay sau đó, giá dê liên tục giảm mạnh, người chăn nuôi dê phải đối mặt với rất nhiều khó khăn,đàn dê không bán được con giống. Ở vào thời kỳ cao điểm, giá dê giống đã lên cao ở mức từ 220.000 đồng/kg đến 250.000 đồng/kg, cao gấp 6 lần so với lúc bình thường. Thậm chí có những con giống được bán với giá hơn 12 triệu đồng/con. Vào thời điểm đó, rất nhiều địa phương đồng loạt đầu tư hỗ trợ, nhu cầu con giống tăng vọt đã đẩy giá bán lên cao tới mức không bình thường. Tại các huyện trung du, miền núi, tổng đàn dê tăng nhanh lên gấp từ 2 đến 3 lần chỉ sau thời gian hơn 1 năm, nhiều hộ có quy mô đàn dê hàng trăm con.

### Chăm sóc
Loại dê này dễ nuôi và nhanh sinh sản lại chủ động được thời gian chăn thả nên việc chăn nuôi, phát triển không khó. Đối với dê bách thảo, trung bình một con cái đẻ một năm 2 lứa, mỗi lứa từ 2 - ba con, nuôi khoảng 6 tháng đạt trọng lượng từ 25 – 35 kg là bán thương phẩm. Chuồng nuôi phải cách mặt đất hơn 1m, thoáng mát, sạch sẽ, đảm bảo được nhiệt độ phù hợp mỗi mùa. Không để phân đọng lại trên nền chuồng, trong chuồng phải có máng ăn, máng uống nước để bổ sung thêm thức ăn cho dê. Đối với loại dê bách thảo thường cho ăn kèm với một ít muối hạt để tăng sức đề kháng cũng như hạn chế các dịch bệnh xuất hiện. Lúc chuyển mùa, thời tiết thay đổi, hoặc vào chu kỳ sinh sản dê thường mắc bệnh hô hấp rất khó phát hiện.
Dê Bách thảo có thể chăn chả ban ngày, tối về chuồng ăn thêm cỏ, lá cây. Nuôi nhốt tại chuồng, vận động tại sân chơi. Đảm bảo hàng ngày có thức ăn khô ráo, không hôi mốc, sạch không lẫn đất cát, uống thỏa mãn nước sạch, nền, sân chuồng, máng ăn sạch sẽ. Cách ly con đau ốm và không thả chung đàn. Tùy theo lứa tuổi, khả năng sinh sản và tiết sữa cho dê ăn từ 0,2–0,8 kg/con/ngày, tránh thức ăn chua, hôi, mốc, ướt, cho ăn 0,3–0,6 kg/con/ngày.
Chăm sóc dê hậu bị từ khi cai sữa đến khi phối giống cần cho ăn 2–5 kg lá cây, cỏ xanh non và từ 0,1–0,4 kg thức ăn tinh/con/ngày. Chỉ chăn thả hoặc vận động khi trời đã tan sương. Tách riêng dê đực 4 tháng tuổi ra nơi khác. Cho dê cái phối giống lần đầu ở 7 – 8 tháng tuổi, nặng 19 – 20 kg trở lên. Trong thời gian chửa cần chăn thả dê gần chuồng, nơi bằng phẳng tránh dồn đuổi, đánh đập, tránh xa dê đực giống để tránh nhảy dê chửa, dễ sảy thai.